# Andrij Piatow
Andrij Wałerijowycz Piatow, ukr. Андрій Валерійович Пятов (ur. 28 czerwca 1984 w Kirowohradzie) – ukraiński piłkarz, grający na pozycji bramkarza, reprezentant Ukrainy.

## Kariera piłkarska

### Kariera klubowa
Wychowanek klubów Artemida Kirowohrad i Zirka Kirowohrad, a potem Worskła Połtawa, barwy których bronił w juniorskich mistrzostwach Ukrainy (DJuFL). W Worskle również rozpoczął karierę piłkarską. W jej barwach zadebiutował w sezonie 2004/2005 w pierwszej lidze ukraińskiej i był to jego jedyny mecz w lidze. W sezonie 2005/2006 grał już częściej i 11-krotnie pojawił się na boisku, z Worskłą zajmując 10. pozycję w lidze. Już wtedy został okrzyknięty jednym z najbardziej utalentowanych bramkarzy na Ukrainie. W sezonie 2006/2007 był już podstawowym bramkarzem Worskły, a 13 grudnia 2006 podpisał kontrakt z Szachtarem Donieck, ale do końca sezonu 2006/2007 miał grać w Połtawie. Do Szachtara trafił więc w sezonie 2007/2008
| Sezon   | Klub             | Kraj    | Rozgrywki                            | Mecze | Bramki |
| ------- | ---------------- | ------- | ------------------------------------ | ----- | ------ |
| 2004/05 | Worskła Połtawa  | Ukraina | Ukraińska Wyszcza Liha               | 1     | 0      |
| 2005/06 | Worskła Połtawa  | Ukraina | Ukraińska Wyszcza Liha               | 11    | 0      |
| 2006/07 | Worskła Połtawa  | Ukraina | Ukraińska Wyszcza Liha               | 30    | 0      |
| 2007/08 | Szachtar Donieck | Ukraina | Ukraińska Wyszcza Liha               | 23    | 0      |
| 2008/09 | Szachtar Donieck | Ukraina | Ukraińska Wyszcza Liha               | 24    | 0      |
| 2009/10 | Szachtar Donieck | Ukraina | Ukraińska Wyszcza Liha               | 27    | 0      |
| 2010/11 | Szachtar Donieck | Ukraina | Ukraińska Wyszcza Liha               | 29    | 0      |
| 2011/12 | Szachtar Donieck | Ukraina | Ukraińska Wyszcza Liha               | 10    | 0      |
| 2012/13 | Szachtar Donieck | Ukraina | Ukraińska Wyszcza Liha               | 22    | 0      |
|         |                  |         | Łącznie w Ukraińskiej Wyszczej Lidze | 28    | 0      |

### Kariera reprezentacyjna
W reprezentacji Ukrainy zadebiutował 5 czerwca 2006 w wygranym 3:0 meczu z Libią. W tym samym roku został powołany do kadry na Mistrzostwa Świata w Niemczech, na których był rezerwowym bramkarzem dla Ołeksandra Szowkowskiego i nie rozegrał żadnego meczu, a Ukraina dotarła do ćwierćfinału tego turnieju.

## Sukcesy

### Sukcesy klubowe
- zdobywca Pucharu UEFA: 2009
- mistrz Ukrainy: 2008, 2010, 2011, 2012, 2013
- wicemistrz Ukrainy: 2009
- zdobywca Pucharu Ukrainy: 2008, 2011, 2012, 2013
- finalista Pucharu Ukrainy: 2009
- zdobywca Superpucharu Ukrainy: 2008, 2010

### Sukcesy reprezentacyjne
- wicemistrz Europy U-21: 2006
- ćwierćfinalista Mistrzostw Świata: 2006

### Sukcesy indywidualne
- 3.miejsce w nominacji na najlepszego piłkarza Ukrainy: 2009
- najlepszy bramkarz Premier-lihi Ukrainy: 2010
- najlepszy bramkarz Mistrzostw Ukrainy (według gazety „Komanda”): 2008, 2009, 2010
- najlepszy bramkarz Mistrzostw Ukrainy (według gazety „Ukraiński Futbol”): 2010
- wybrany do listy 33 najlepszych piłkarzy Ukrainy: nr 1 (2008, 2009), nr 2 (2006), nr 3 (2007)
- członek Klubu Jewhena Rudakowa: 103 mecze na „0”

### Odznaczenia
- tytuł Mistrza Sportu Ukrainy: 2006
- tytuł Zasłużonego Mistrza Sportu Ukrainy: 2009[1]
- Order „Za odwagę” III klasy: 2006[2].
- Order „Za odwagę” II klasy: 2009[3].